# One Piece
One Piece (japonsky ワンピース, Wan Písu) je japonská manga, kterou vytvořil mangaka Eiičiró Oda. Příběh vypráví o chlapci jménem Monkey D. Luffy, který má velký sen, který nebyl doposud v manze ani anime napřímo vysloven. Mnoho lidí by řeklo, že Luffyho snem je stát se pirátským králem, což ale sám Luffy vyvrátil, řekl že to je pouze jen nejjednodušší způsob jak si sen splnit. Existuje spoustu teorií co by tím snem mohlo být, jedna z nejpopulárnějších je, že chce rozbít Red Line, velký pruh pevniny, který obepíná celý svět a tím spojit nebo lépe řečeno osvobodit všechny oceány. Luffy je poněkud přihlouplý, ale jeho emocionální inteligence je velmi vysoká. To můžeme vidět napříč celým příběhem. Jedna z nejlepších ukázek je Arlong park, kdy je Luffy schopen vyčíst složitou a náročnou situaci jeho kamarádky a navigátorky Nami, ačkoliv neznal žádný kontext. Když přijde na boj, je nezastavitelný, už od začátku příběhu nám je ukazováno že je silný a to i tím, že všem silným pirátům v East-blue vytře zrak a po pár dnech pirátství získá jak nejvyšší startovní odměnu tak nejvyšší odměnu obecně z celého East-blue. Děj se točí kolem pirátství a rovnováhy mezi piráty a Světovou vládou.
Od roku 2009 láme série rekordy a drží se na žebříčku nejprodávanější mangy. Manga i anime stále vychází.
V roce 2023 měl na Netflixu premiéru hraný seriál One Piece.

## Příběh
Kdysi dávno žil velký pirát, který nashromáždil velký poklad. Jeho jméno bylo Gol D. Roger. Jeho poslední slova před popravou inspirovala piráty na celém světě: „Moje bohatství a poklady? Jestli je chcete, já vám je dám! Hledejte pořádně, nechal jsem tam všechno!“
V té chvíli svět vstoupil do Velkého věku pirátů. Poslední slova pirátského krále vyvolala nekončící mánii a všichni piráti se rozhodli hledat poslední ostrov na Grand Line, nejnebezpečnějším moři na světě, ostrov Raftel, kde pirátský král údajně ukryl jeho největší poklad zvaný One Piece.
Když byl Luffy malý, tak ve svém rodném městě poznal piráta Shankse a chtěl po něm, aby ho vzal na moře. Jednou v baru Luffy snědl zvláštní ovoce, které si Shanks vezl na svých cestách. Bylo to tzv. ďáblovo ovoce, které tomu, kdo ho sní, dá zvláštní schopnosti. Ďáblova ovoce je mnoho druhů, to Luffyho se jmenovalo Gomu Gomu no Mi, takže celé Luffyho tělo se proměnilo v gumu a on se stal gumovým člověkem. Zároveň ale každý, kdo sní ďáblovo ovoce, není schopný plavat (mořská voda odmítá a oslabuje uživatele ďáblova ovoce). Po nehodě, kdy Luffyho Shanks zachránil z moře a při které Shanks přišel o levou ruku, daruje Shanks Luffymu svůj slamák a slíbí si, že až se příště setkají, z Luffyho bude silný pirát a Luffy mu vrátí jeho klobouk. Po této události se Luffy rozhodne, že sestaví silnější posádku, než jakou má Shanks, a že najde One Piece, čímž by se stal nejsilnějším pirátem na světě.

Luffyho příběh začíná o 10 let později, když opouští svůj domov při hledání přátel a dobrodružství, aby dosáhl svého snu stát se největším pirátem.

## Prostředí
One Piece se odehrává ve fiktivním světě téměř zcela pokrytým oceánem, který je rozdělen do čtyř částí: North Blue, East Blue (odtud pochází Luffy), South Blue a West Blue. V každém moři jsou ostrovy, kde většina lidí žije v obcích - od malých vesnic až po velká města. Čtyři moře jsou oddělena jediným kontinentem, známým jako Red Line, a nejnebezpečnějším mořem, známým jako Grand Line. Red Line se táhne od severu k jihu a Grand Line od východ na západ. Grand Line od ostatních moří po stranách odděluje tzv. Calm Belt neboli Klidný pás - jsou to úseky moře, ve kterých žijí největší a nejsilnější tvorové světa. Počasí je tady věčně klidné, což znamená, že lodě, které se spoléhají na vítr, se nebudou pohybovat rychle, ne-li vůbec.
Po celém světě je možné normálně plachtit a navigovat se pomocí kompasu, výjimkou je Grand Line. Je to způsobeno tím, že každý ostrov na Grand Line má své magnetické pole. K plachtění tedy potřebujete tzv. Log Pose, který vás vede od jednoho ostrova ke druhému. Vždy, kdy přijedete na ostrov, tam musíte chvíli zůstat, než se Log Pose nastaví na další ostrov. Existuje mnoho cest, ale nakonec vás Road Ponegliphy dovedou až na poslední ostrov, Raftel (Laugh Tale).

## Postavy
- Monkey D. Luffy (Slamák Luffy) (japonsky モンキー・D・ルフィ, Monkí Dí Lufi)

Pirát a hlavní postava anime a mangy One Piece. Už jako malý chtěl být pirátem, protože jeho idolem byl a stále je Shanks. Shanks měl u sebe speciální artefakt jménem ďáblovo ovoce Gomu Gomu no Mi, které Luffy snědl. Tím, že snědl toto ovoce, se z něj stal „gumák”; celé jeho tělo je z gumy, což mělo tu nevýhodu, že ztratil schopnost plavat. Shanks mu odkázal ještě jednu věc, a to slaměný klobouk, který mu má vrátit tehdy, až bude nejslavnějším pirátem. Tento klobouk je Luffyho nejcennější poklad. Luffyho příběh začíná v době, kdy mu je 17 let. Jeho snem je se stát nejsilnějším pirátem v Grand Line; Pirátským králem. Proto musí najít legendární poklad One Piece, který za sebou zanechal minulý král pirátů, Gol D. Roger. Luffy věří, že král pirátů má na moři největší volnost. To je jeden z důvodů, proč se jim chce stát. Je synem velitele Revolucionářské armády – Monkey D. Dragona, vnukem mariňáckého viceadmirála Monkey D. Garpa, pěstounským synem horské banditky Curly Dadan a adoptivním bratrem zesnulého Ace „Ohnivé pěsti” a Saba. Je zakladatelem a taktéž kapitánem Slamáků, prvním členem posádky a v ní také jeden ze tří nejsilnějších bojovníků.
Luffy má je celosvětově proslulý kvůli způsobení mnoha problémů jak proti Shichibukai, mariňákům, tak i proti Yonko a Světové vládě. Získal pověst šílence či lehkomyslného člověka kvůli incidentu v Enies Lobby, vtrhnutí a poté i odchodu z Impel Downu a kvůli účasti ve válce na Marinefordu. Tím proslul jako jediný pirát, který nejen vtrhl do tří nejdůležitějších vládních zařízení, ale také se z nich vrátil živý. Navíc když připočítáme, že uhodil Tenryūbita (Světoví šlechtici), s vědomím následků, které tento čin přinese, dostal Luffy nálepku „nebezpečného budoucího živle“, čímž na sebe přilákal pozornost nejvyššího admirála Sakazukiho a všichni mariňáci se stali jeho nejúhlavnějším nepřítelem.
Kvůli všem těmto činům na něj byla vypsána odměna 400 milionů beli. Před jeho příchodem do země Wano měl Luffy odměnu 1,5 miliardy beli. Tato odměna byla již Luffyho pátá odměnou, svou druhou odměnu získal po poražení jednoho ze Shichibukai Crocodila ve výši 100 milionů beli, svou první odměnu dostal ještě v East Blue po poražení Arlonga a jeho pirátů. Tehdy činila 30 milionů beli, svou třetí odměnu ve výši 300 milionů dostal po dobití Enies Lobby a po poražení CP9 a svou čtvrtou odměnu získal po odehrání důležité role ve válce u Marinefordu ve válce Bělovousích pirátů proti Navy, kde také zemřel jeho adoptivní bratr Ace "Ohnivé pěsti".
Luffy se proslavil svým slamákem (po kterém dostal i přezdívku „Slamák Luffy“), který mu byl zapůjčen legendárním pirátem „Červenovlasem“ Shanksem, který jej dostal zase od Gol D. Rogera. Nosívá krátké kalhoty, sandály a červenou vestu bez rukávů. Luffy má také jizvu se dvěma stehy pod jeho levým okem, kterou získal, když se bodl nožem, aby ukázal Shanksovi, že je tvrďák, a krátké černé vlasy. Luffy byl těžce zraněn ve válce na Marinefordu Akainuem, což mu zanechalo na hrudníku velkou jizvu ve tvaru X. Luffy má vytrénované tělo, ale je velmi malý oproti jiným postavám v manze a anime. Luffyho oblečení se patrně, byť jen na chvíli, mění po celou dobu příběhu, záležící na místě a na situaci, ve které se Luffy nachází. Největší změna v oblečení nastává po tzv. dvouletém timeskipu (přeskočení určité doby v ději), který následuje krátce po boji v Marinefordu. Místo vesty bez rukávů, kterou nosil zapnutou na knoflících, teď nosí červený cardigan s dlouhými rukávy, který už má však rozepnutý. Nově si kolem pasu uvázal i žlutou šerpu, čímž Luffy docílil vzhledu, který takřka připomíná vzhled samotného pirátského krále, Gol D. Rogera. Změnu uvidíme i po Luffyho tělesné stránce, jelikož po celou dobu timeskipu se věnoval tvrdému tréninku, na který dohlížel bývalý člen Rogerových pirátů (Roger Pirates) a pravá ruka pirátského krále, Silvers Rayleigh, známý jako "Temný král". Luffyho postava je po tréninku svalnatější a o pár centimetrů vyšší.
- Roronoa Zoro (Lovec pirátů)

Roronoa Zoro je pirát, bývalý lovec odměn a jedna z hlavních postav One Piece. Je první osobou, která se přidala ke Slamákům, a je považován za největší hrozbu a nejsilnějšího bojovníka Slamáků hned po Luffym. Je proslulým šermířem a kvůli jeho síle a lehkomyslnému kapitánovi si často lidé myslí, že on je opravdový kapitán. Zoro je Luffyho pravou rukou a je neoficiálně považován za prvního důstojníka. Je jedním ze tří nejsilnějších bojovníků posádky a jeho snem je být nejsilnějším šermířem na světě. Zoro je znám jako jeden z Jedenácti supernov (11 nováčkovských pirátů, kteří dosáhli odměny více než 100 milionů beli před dosažením Red Line).  Momentálně je na něj vypsána odměna 1111 milionů beli. Poprvé na něj bylo vypsáno 60 milionů beli, a to po poražení Daz Bonese v Alabastě.
Zoro je střední výšky, je velice svalnatý a má lehce opálenou kůži. Vždy s sebou nosí své tři meče připevněné k zelené haramaki, kterou má kolem pasu. V levém uchu má tři zlaté náušnice. Zoro mívá obvázaný černý šátek kolem levého bicepsu, který si dává na hlavu, když bojuje s protivníkem vážně.
Zorovo tělo je pokryto mnoha jizvami z bitev. Nejvýraznější jizvou je ta, která se táhne od levého ramena k pravé kyčli a získal ji od Dracule Mihawka u Baratie. Další výrazné jizvy jsou na jeho nohách u kotníků. Ty si způsobil sám, když se snažil dostat z vosku vytvořeného Mr. 3 na Little Garden. Po časovém skoku získal Zoro další jizvu přes levé oko, ale zatím nevíme, jak k ní přišel.
Dalším Zorovým výrazným rysem jsou jeho krátké zelené vlasy podobající se marimo (Řasokoule zelená). Tak jako zbytek mužského osazenstva posádky si i on moc často oblečení nemění. Nejčastěji je viděn v černých kalhotách, které má zastrčené v černých botách, v bílém triku se třemi nezapnutými knoflíky a zelené haramaki. Během příběhu se Zorovi pouze mění barva či styl trička.
- Nami (Kočičí zlodějka)

Nami je navigátorka Slamáků. Je čtvrtým oficiálním členem posádky po poražení Arlonga, ale je druhým členem, který se k Luffymu přidal. Na krátkou chvíli Luffyho zradila během příběhu o Baratii, ale na konci boje v Arlongově parku, když byla odhalena pravda, se zase vrátila k posádce. Momentálně je na její hlavu vypsána odměna 366 milionů beli.
Nami je mladá, hubená dívka normální velikosti s oranžovými vlasy a světle hnědýma očima. Mnoho lidí ji považuje za velice atraktivní a krásnou ženu. Na levém rameni má modré tetování, které symbolizuje mandarinku a větrník (pocta Bellemere, Nojiko a Genzovi). Na stejném místě mívala tetování Arlongových pirátů.
Nami velmi rychle fyzicky vyspěla, za což možná může i změna v kresbě autora. Často mění své outfity a styling vlasů. Vlastní mnoho triček se slovy ze čtyř písmen, jako například „MODE“, „GOLD“, „EVIL“, tak jako měla Bellemere triko s nápisem „MACE“. Na levém zápěstí má Log Pose, aby mohla navigovat loď po Grand Line, a zlatý náramek od své sestry Nojiko. Po boji v Arlongově parku Nami často mění oblečení, většinou mění svá trička a páruje je se sukněmi se dvěma kruhy na bocích. Její typické boty jsou oranžové gladiátorské sandály s podpatkem. Podpatkové boty Nami při pohybu vůbec nevadí a ani nijak neovlivňují její rychlost a hbitost.
- Usopp (Král ostrostřelců, Bůh)

Usopp je ostrostřelec Slamáků a bývalý kapitán Usoppových pirátů. Když je Usopp v příběhu poprvé představen, je často označován jako lhář Slamáků nejen kvůli „Uso“ v jeho jméně, které v překladu znamená lež. Narodil se v Sirupové vesnici a poprvé se o něm zmíní jeho otec Jasopp. Je třetím oficiálním (čtvrtým neoficiálním) členem posádky, přidal se ke Slamákům jako třetí a po Nami a Robin se vrátil ke Slamákům také jako třetí (na konci příběhu o Enies Lobby). Je znám pod přezdívkou Sogeking a na jeho hlavu je vypsána odměna ve výši 500 milionů beli.
- Sandži (Černá noha)

Sandži je pirát a kuchař Slamáků. Je pátým členem posádky a čtvrtým, který se oficiálně přidal. Narodil se v North Blue; je tedy prvním členem posádky, který nepochází z East Blue. Pochází z rodiny Vinsmokeů, stojících v čele zločinecké a žoldnéřské organizace Germa 66. Má tři bratry a sestru, kteří byli geneticky upraveni, aby se z nich stali velcí válečníci. Sandži se s rodinou rozešel ve zlém. Jeho snem je najít All Blue – moře, ve kterém jsou ryby ze všech moří světa (East Blue, West Blue, North Blue, South Blue), které je ráj kuchařů. Nynější odměna za jeho dopadení je 1032 milionů beli.
Sandži je hubený, svalnatý muž s velmi dlouhýma a silnýma nohama a blonďatými vlasy sčesanými na stranu. Na začátku byly sčesány napravo, a tak zahalovaly jeho levé oko. Po časovém skoku jsou sčesány nalevo a zahaleno je oko pravé, také jsou jeho vlasy trochu vlnitější a vypadají zanedbaněji.
Hlavní zvláštností na Sandžim je jeho obočí. Každé má spirálku na jiném konci. Pravé obočí je zakončeno spirálkou na vnější straně a levé končí spirálkou na vnitřní straně, což činí jeho obličej asymetrickým, avšak díky jeho účesu to nikdy není na první pohled zřetelné. Má černé oči, ale na začátku příběhové části Thriller Bark měl v anime seriálu oči šedomodré.
Sandži chodí téměř vždycky v černém obleku s kravatou a košilí s dlouhým rukávem v různých barvách (nejčastěji bývá oranžová, modrá či černá, občas také pruhovaná). Mění své oděvy častěji než zbytek mužské posádky Slamáků.
- Nico Robin (Ďábelské dítě)

Nico Robin je pirátka a archeoložka Slamáků. Je sedmým členem posádky. Jejím snem je najít všechny poneglyfy, aby odhalila pravdu z Prázdného století. Už jako malá měla na sebe vypsanou odměnu 130 milionů beli, byla označena jako Démon Ohary a šířily se o ní pověsti, že potopila šest mariňáckých bitevníků. Během příběhové části Water 7 odešla od Slamáků a dobrovolně se vzdala CP9. Později se ukazuje, že Robin chce Slamáky jen ochránit před Buster Callem, který zničil její domovský ostrov. Slamáci Robin zachrání a po skončení Enies Lobby se odměna za její dopadení zvedá na 80 milionů beli. Jako třetím členem posádky Slamáků, který má sílu ďáblova ovoce; Hana Hana no Mi. Momentální odměna za dopadení 930 miliónů beli.
- Tony Tony Chopper (Milovník cukrové vaty)

Tony Tony Chopper je doktor a pirát Slamáků. Chopper je sob, který snědl ovoce Hito Hito no Mi. Pochází z ostrova Drum a jako jediný z posádky se narodil na Grand Line. Je šestým členem posádky a nejmladší ze všech členů. Na jeho hlavu je vypsaná odměna 1000 beli, a to jen kvůli tomu, že je považován za domácího mazlíčka posádky.
- Franky (Železný muž, Kyborg)

Franky je loďař od Slamáků. Je mu 36 let a je kyborg, pocházející z Water 7, kde byl představen jako vůdce rodiny vandalů. Ve skutečnosti se původně jmenoval Franky Cutty Flam, ale na žádost Iceburga skryl svou identitu a přejmenoval se. Na začátku příběhu o Water 7 byl představen jako záporná postava, dokud ho jeho rodina nepřemluvila, aby pomáhal Slamákům. Je osmým členem Slamáků a stejně jako Nico Robin je i on ze začátku jejich protivník. Na jeho hlavu je vypsána odměna 394 milionů beli.
- Brook (Král duší)

Brook je muzikant a pirát od Slamáků. Brook je ve skutečnosti mrtvý, a jenom díky tomu, že snědl ďáblovo ovoce Jomi Jomi no Mi, se mohl vrátit zpět k životu, ale stala se z něj kostra. Je devátým členem posádky Slamáků a také druhým šermířem na palubě Slamáků (prvním je Zoro). Když ještě žil, byla na jeho hlavu vypsaná odměna 33 milionů beli. Momentální odměna 383 miliónů beli.
- Džinbé (Rytíř moře)

Rybí muž, bývalý člen sedmi válečníků moře a kapitán Slunečních pirátů, nyní desátý člen Luffyho posádky a kormidelník. Momentální odměna za dopadení je 1,1 miliardy beli.